# KV-1
KV-1 byla první a klasická varianta sovětského těžkého tanku KV (KV jako Kliment Vorošilov). Byla vyvinuta v roce 1939 jakožto jednověžová varianta (alternativa) dvouvěžových těžkých tanků SMK a T-100, které byly vyvíjeny jako náhrada za nepovedené těžké tanky T-35. Duchovním otcem tanku byl Josef Kotin.

## Vývoj

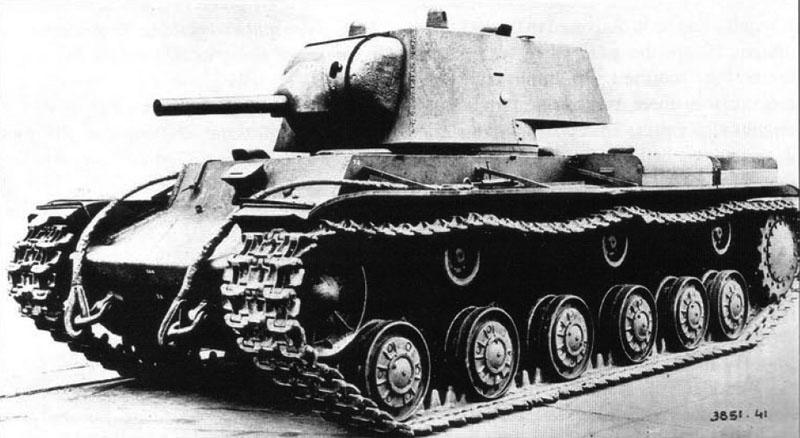
KV-1 vzor 1939

Původní prototyp byl vyzbrojen dvěma děly (76,2mm a 45mm, obojí v jedné věži), 45mm kanon však byl později odmontován, aby posádka získala prostor k práci. Tank byl vyzkoušen pod dohledem zvláštní komise za zimní války v bojích na Karelské šíji. Zde se osvědčil zejména svojí odolností (klasické protitankové zbraně Finů si s ním nedokázaly poradit). V souvislosti s neúspěchem jeho vícevěžových konkurentů bylo rozhodnuto okamžitě zahájit sériovou výrobu, bez provedení obvykle požadovaných zkoušek. Do výzbroje Rudé armády byl přijat 19. prosince 1939. Zároveň byl vydán pokyn vypracovat projekt speciálního lépe vyzbrojeného typu tanku, který by dokázal ničit dobře opevněná postavení nepřítele (viz KV-2).
Výroba, zahájená v prosinci 1939, stihla ještě dodat několik strojů na bojiště zimní války, ovšem bylo jich jen málo a přišly po ukončení klíčových bitev. První stroje měly svařovanou věž, posléze se vyráběly i věže odlévané. Prvním velkým bojovým nasazením stroje se tedy stala až velká vlastenecká válka. V čase jejího zahájení disponovala Rudá armáda několika sty tanky typu KV-1 (udává se 639 strojů KV-1 a KV-2 k okamžiku jejího zahájení), celkem bylo vyrobeno asi 4775 strojů typu KV, kolik jich bylo konkrétně typu KV-1 se neví.
Z dvoukanonové výzbroje prototypu tanku byl pro sériovou výrobu lehčí 45mm kanon odmontován. Stroje KV-1 tak již dostávaly jen těžší z obou zbraní. Nejprve kanon L-11, posléze F-32 a F-34, stroje typu KV-1S dostaly většinou moderní ZIS-5 (je možné že během oprav byl dáván i do starších typů).

## Technické údaje a parametry

### Překonávání terénu
- Svislá překážka: 1,2 m
- Stoupání: 36°
- Příkop: 2,59 m

## Nasazení

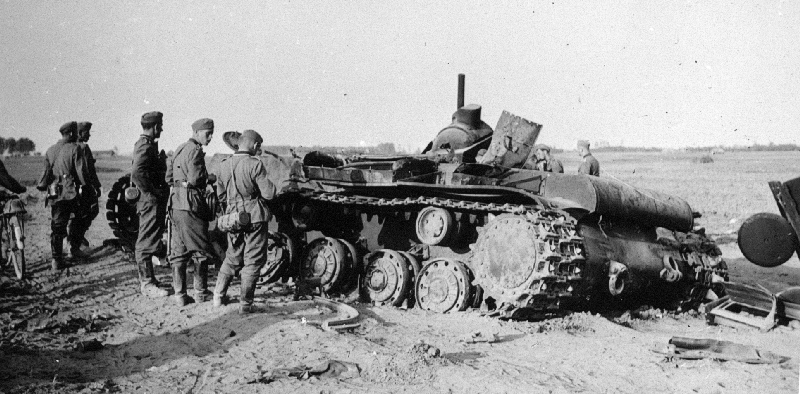
KV-1, který přišel o věž

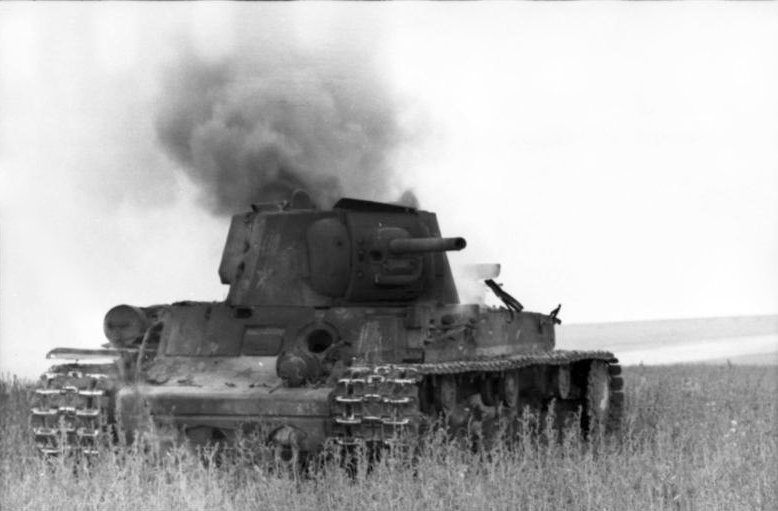
Zničený KV-1 poblíž Voroněže, 1942

Z hlediska hlavních takticko-technických parametrů teoreticky neměl těžký tank KV-1 během prvních měsíců války konkurenta. V rukou zkušených tankistů měl představovat opravdu hrozivou zbraň. Byly opravdu dokumentovány případy, kdy jediný tank KV-1 zničil několik nepřátelských tanků a přes řadu zásahů zůstal díky silnému pancéřování bojeschopný, na dlouhé hodiny zcela dominoval celému prostoru bojiště a měl výrazný vliv na akce velkých formací nepřítele (jedním z nejlépe dokumentovaných případů je tzv. Bitva o Raseiniai). Mimořádnou úlohu pak sehrály tanky KV-1 během bitvy o Moskvu, a to zejména během protiútoku Rudé armády.
V průběhu roku 1942 ale začalo být stále zřetelnější, že tank KV-1 ztratil svou dosavadní nezranitelnost - se zaváděním nových zbraní do výzbroje jeho pancéřování přestávalo být spolehlivou ochranou před protipancéřovými střelami protivníka.
V bojích se prokázaly jak kvality, tak nedostatky stroje. Hlavní výhodou byla obrovská odolnost: protitanková děla zhruba do ráže 75mm proti němu měla jen velmi omezenou účinnost, pokud nebyla použita na krátkou vzdálenost, proti zranitelným částem pancíře a se speciální podkaliberní municí s tvrdým jádrem, která byla k dispozici jen v omezeném množství. K ničení tanků bylo často nutné povolat letectvo; nebo použít těžká děla jiného určení jako například dvouúčelový 88mm protiletadlový kanon, nebo 105mm houfnice s protibetonovými granáty, které však měly omezenou pohyblivost a velmi těžko se na bojišti maskovaly. Vzhledem k letecké převaze Luftwaffe a celkové operační převaze německé armády v prvním období války si nicméně i tyto omezené prostředky zprvu dokázaly s omezenými počty sovětských těžkých tanků poradit.
V řadách německé obrněné techniky až do příchodu strojů Stug III F a Pz IV F2 neexistoval stroj, který by ho dokázal vážněji ohrozit v přímém souboji, především pak pokud šlo o nejsilněji pancéřované stroje KV-1c s ještě dodatečně zesíleným pancířem.
Nedostatky stroje naopak spočívaly v nízké rychlosti a pohyblivosti, velké hmotnosti a dále pak špatných pozorovacích prostředcích osádky, v pracovním přetížení velitele tanku (který byl zároveň i nabíječem kanónu), a také vysoké poruchovosti podvozku a pohonné soustavy. Velkým problémem v počátečním období války byly rovněž i nedokonale vycvičené osádky a nedostatečné zásoby střeliva, paliva i náhradních dílů přímo u frontových jednotek (oba problémy velmi úzce souvisely - bez dostatku paliva, střeliva a náhradních dílů nebylo možné ani v mírovém období osádky dostatečně cvičit). Přesto to byl KV-1 v počátečním období nejúspěšnějším těžkým tankem a to až do příchodu strojů Tiger I.
Do příchodu nových výkonných německých kanónů byly tanky KV-1 opravdovými vládci bojiště... pokud se na něj ovšem dokázaly dostat bojeschopné. Silné pancéřování, účinná výzbroj, vynikající vznětový motor – to vše byly vlastnosti znatelně zvyšující schopnost přežití tanků KV v boji. Velkou nevýhodou byly tradičně nespolehlivé převodovky, často znamenaly ztrátu stroje spíše, než boj. Po zahájení útoku měla Rudá armáda 639 tanků KV-1. Tanky znamenaly pro útočící Němce velký problém, ale naštěstí se na bojišti objevovaly ojediněle a do kontaktu s protivníkem téměř vždy zasáhly jen jednotlivé stroje. Jsou nicméně známé a dobře zdokumentované případy, kdy i samotný KV-1 zastavil útok na daném úseku fronty na dlouhé hodiny nebo i celé dny, a blokoval pohyb celých velkých formací. Řešením pro wehrmacht pak bylo povolat bitevní letectvo, přitáhnout těžké dělostřelecké zbraně, popřípadě se pokusit tank izolovat od podpory a zničit jen zblízka "diverzním" útokem ženistů plamenomety nebo výbušnými náložemi. Prvotním velkým štěstím a výhodou pro Němce byla velká mechanická nespolehlivost těchto tanků, která měla na svědomí nejvyšší procento jejich ztrát. Znehybnělý tank KV bylo velice obtížné odtáhnout, což se v podmínkách rychlé mobilní války stávalo nemožné.
Navzdory tomu, že za hlavní přednost tanku KV-1 byl považován silný pancíř, ostrá kritika ze strany bojových jednotek a velitelů směřující na vysokou hmotnost a z ní vyplývající nízkou spolehlivost a pohyblivost vedla k tomu, že pozdější varianta tanku KV-1S byla odlehčena i za cenu významného snížení pancéřové ochrany. Tato varianta byla nakonec sovětskými veliteli považována za daleko úspěšnější a byla nasazována do všech větších operací druhé poloviny války; určité množství bylo použito ještě při bitvě o Berlín. V roce 1943 z tohoto typu vznikl tank KV-85, na nějž posléze navázala řada tanků IS. Prvotní tvrdé zkušenosti se ztrátami svým způsobem přímo způsobenými příliš vysokou hmotností tanků KV-1 měly nakonec výrazný vliv na celou sovětskou konstrukční tankovou školu daleko do budoucnosti: sovětské těžké tanky tak nikdy nenarostly do hmotností a velikostí jako těžké tanky německé a například hmotnost sovětského těžkého tanku IS-2 odpovídala německému "střednímu" tanku Panther. I následné poválečné tanky sovětské armády byly zpravidla výrazně lehčí a menší než západní stroje.

## Pancéřování
Pancéřování se může podle jednotlivých zdrojů lišit.
| Pancéřování    | Pancéřování    | Pancéřování | Pancéřování    | Pancéřování    | Pancéřování | Pancéřování | Pancéřování    | Pancéřování | Pancéřování | Pancéřování     | Pancéřování     |
| verze          | trup           | trup        | trup           | trup           | trup        | věž         | věž            | věž         | strop věže  | strop a podlaha | strop a podlaha |
| verze          | přední         | přední      | přední         | boční          | zadní       | štít kanonu | přední a boční | zadní       | strop věže  | boj. prostor    | motor           |
| verze          | horní          | střední     | dolní          | boční          | zadní       | štít kanonu | přední a boční | zadní       | strop věže  | boj. prostor    | motor           |
| -------------- | -------------- | ----------- | -------------- | -------------- | ----------- | ----------- | -------------- | ----------- | ----------- | --------------- | --------------- |
| KV-1, 1A, KV-2 | 75 mm          | 70 mm       | 75 mm          | 75 mm          | 70 mm       | 90 mm       | 75 mm          | 75 mm       | 40 mm       | 40 mm           | 30 mm           |
| KV-1E          | 100 mm (75+25) | 70 mm       | 100 mm (75+25) | 100 mm (75+25) | 70 mm       | 90 mm       | 105 mm (75+30) | 75 mm       | 40 mm       | 40 mm           | 30 mm           |
| KV-1B          | 100 mm (75+25) | 70 mm       | 100 mm (75+25) | 75 mm          | 70 mm       | 90 mm       | 90 mm          | 90 mm       | 40 mm       | 40 mm           | 30 mm           |
| KV-1C          | 100 mm (75+25) | 70 mm       | 100 mm (75+25) | 75 mm          | 70 mm       | 105 mm      | 105 mm         | 105 mm      | 40 mm       | 40 mm           | 30 mm           |
| KV-1S, KV-85   | 75 mm          | 50 mm       | 60 mm          | 60 mm          | 60 mm       | 55–90 mm    | 82 mm          | 82 mm       | 30 mm       | 40 mm           | 30 mm           |

## Varianty

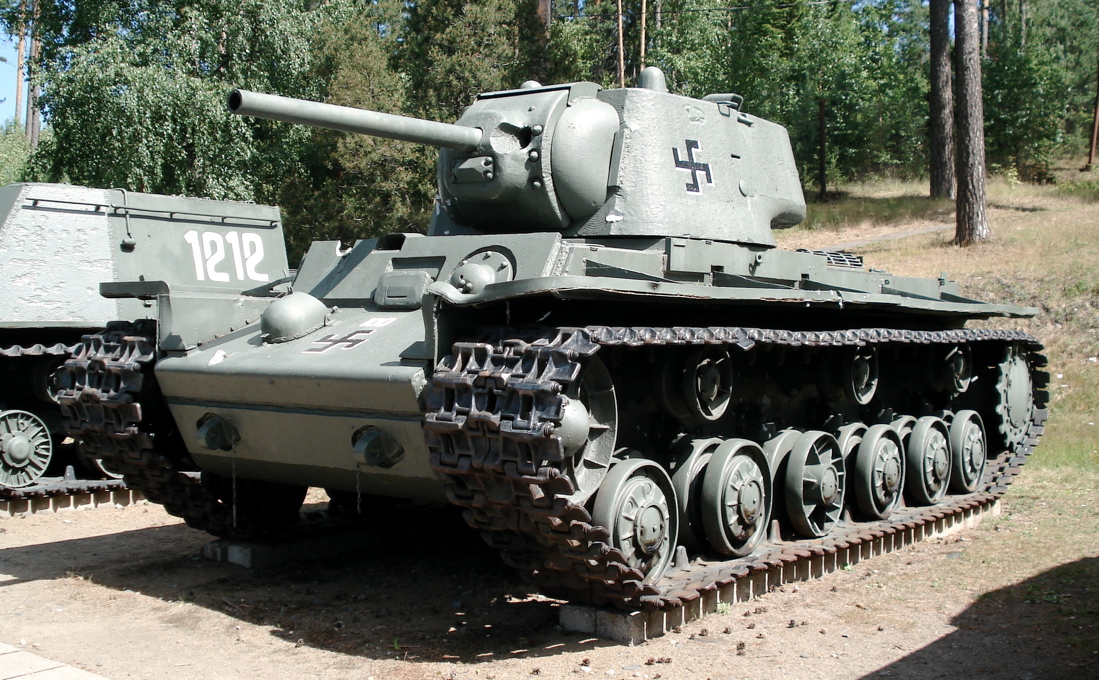
KV-1C z roku 1942 ve finských barvách.

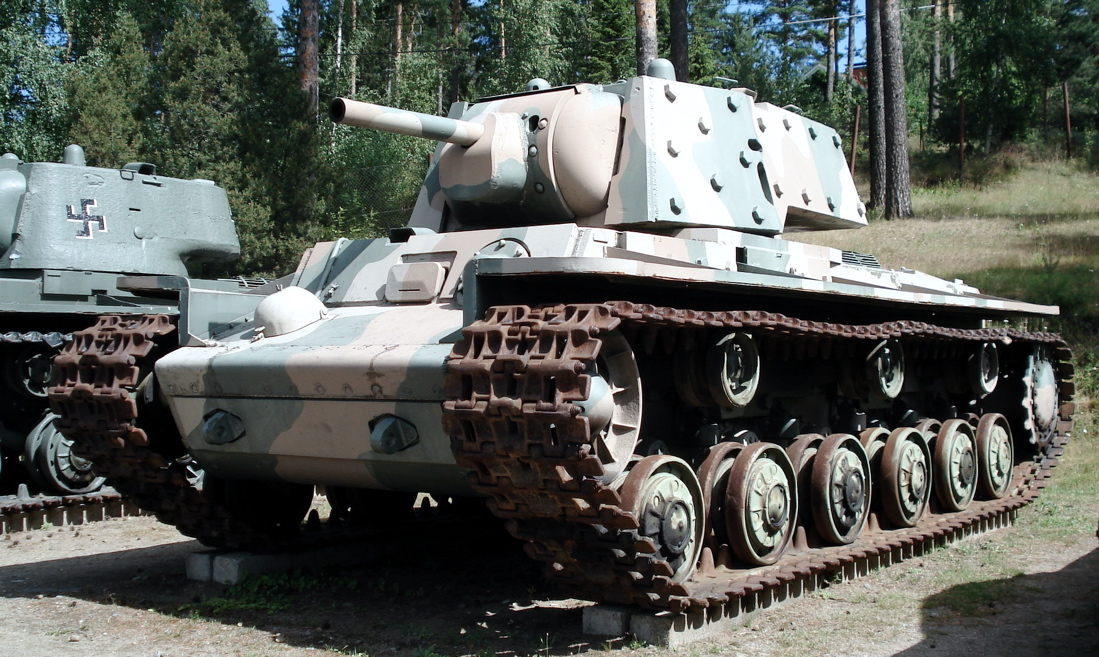
KV-1E

- KV-1 – vzor 1939, první verze s krátkým 76,2mm kanonem L-11, brzy nahrazen KV-1A
- KV-1A – vzor 1940, standardní sériová verze s dlouhým 76,2mm kanonem F-32
- KV-1E – (ekanirovki – štíty) stroj KV-1A s přidaným pancéřováním
- KV-1B – vzor 1941, provedení se zdokonaleným pancéřováním, zesíleným o 25–35 mm a použití nového 76,2mm kanonu F-34
- KV-1C – vzor 1942, stroj KV-1B, jehož věž, vyrobenou z ocelových desek, nahradil jediný odlitek, výkon motoru byl zvýšen o 100 k (75 kW) a použití nového kanonu ZiS-5
- KV-1S – (skorostnyj – rychlý) varianta s odlehčeným a optimalizovaným pancířem, která se vyznačovala vyšší rychlostí. Do výzbroje Rudé armády přijatý dne 20. srpna 1942. Zájem o něj projevili i západní spojenci. Nejprve britská a americká delegace navštívily Čeljabinsk a poté bylo rozhodnuto poslat dva KV-1S do USA ke zkouškám, které se uskutečnily na polygonu americké armády v Aberdeenu. Američtí odborníci vysoce hodnotili výzbroj, pancéřování a torzní pérování podvozku. Slabými místy tanku byly naopak zastaralá převodovka, špatné vzduchové filtry a nízká kvalita výroby strojně obráběných součástí, která znehodnocovala jinak velmi dobré konstrukční řešení.

### Jiné stroje
- KV-2 – těžký tank a útočné dělo, vyzbrojené 152 mm houfnicí M-10T
- KV-85 – KV-1S s věží z tanku IS-1 a s kanonem D-5T
- SU-152 – samohybné dělo postavené na podvozku verze KV-1S, vyzbrojené 152mm houfnicí ML-20S